# Here We Go (canción de Moonbaby)
«Here We Go» es una canción pop escrita por Miranda Cooper, Brian Higgins y Matt Gray.
La canción fue lanzada el 14 de agosto de 2000 por Cooper bajo el alias de Moonbaby. Más tarde fue interpretada por la cantante de la banda Aqua, Lene Nystrøm Rasted en 2003 para su álbum de debut como solista Play With Me. Fue interpretada nuevamente en 2004 por Girls Aloud para su cuarto álbum What Will the Neighbours Say?. Un examen de álbum del Girls Aloud describió la canción como «un jugueteo de los 60 relativamente sucio». 
«Here We Go» es también la base para el tema de la serie de dibujos animados de televisión, Totally Spies.

## Lista de canciones
- Sencillo en CD (Moonbaby / LONCD446):[3]

1. «Here We Go»
2. «Kitsch Bitch Kool»
3. «Here We Go» (Mix de Capoeira Twins Golightly)